# Discografia de Blondie

## Álbuns

### Álbuns de estúdio
| Ano  | Álbum                | Posição Atingida nos EUA | Posição Atingida no RU |
| ---- | -------------------- | ------------------------ | ---------------------- |
| 1976 | Blondie              | -                        | 75                     |
| 1977 | Plastic Letters      | 72                       | 10                     |
| 1978 | Parallel Lines       | 6                        | 1                      |
| 1979 | Eat to the Beat      | 17                       | 1                      |
| 1980 | Autoamerican         | 7                        | 3                      |
| 1982 | The Hunter           | 33                       | 9                      |
| 1999 | No Exit              | 18                       | 3                      |
| 2003 | The Curse of Blondie | 160                      | 36                     |
| 2011 | Panic of Girls       | -                        | 73                     |
| 2014 | Ghosts of Download   | 109                      | 16                     |
| 2017 | Pollinator           | 63                       | 4                      |

### Álbuns ao vivo
| Ano  | Álbum             | Billboard album 200 | UK Singles Chart |
| ---- | ----------------- | ------------------- | ---------------- |
| 1998 | Picture This Live | -                   | -                |
| 2002 | Livid             | -                   | -                |
| 2004 | Live by Request   | -                   | -                |
| 2010 | At the BBC        | -                   | -                |

### Compilações
| Ano  | Álbum                                                            | Posição Atingida nos EUA | Posição Atingida no RU |
| ---- | ---------------------------------------------------------------- | ------------------------ | ---------------------- |
| 1981 | The Best of Blondie                                              | 30                       | 4                      |
| 1988 | Once More into the Bleach                                        | -                        | -                      |
| 1991 | The Complete Picture: The Very Best of Deborah Harry and Blondie | -                        | 3                      |
| 1993 | Blonde and Beyond                                                | -                        | -                      |
| 1995 | Beautiful - The Remix Album                                      | -                        | 25                     |
| 1995 | Remixed Remade Remodeled - The Remix Project                     | -                        | -                      |
| 1997 | Picture This Live (Capitol Anniversary Series)                   | -                        | -                      |
| 1998 | Atomic - The Very Best of Blondie                                | -                        | 12                     |
| 1999 | Atomic - The Very Best of Blondie                                | -                        | 12                     |
| 1999 | Livid                                                            | -                        | -                      |
| 2002 | Greatest Hits                                                    | -                        | 38                     |
| 2004 | Live by Request                                                  | -                        | -                      |
| 2006 | Greatest Hits: Sound & Vision                                    | -                        | -                      |
| 2014 | Blondie 4(0) Ever - Greatest Hits Deluxe Redux                   | 109                      | 16                     |

## Singles
| Ano  | Música                                        | U.S. | U.S. dance | Australia | Canadá | Alemanha | Italia | UK Singles | Álbum                                                     |
| ---- | --------------------------------------------- | ---- | ---------- | --------- | ------ | -------- | ------ | ---------- | --------------------------------------------------------- |
| 1976 | "X-Offender"                                  | -    | -          | -         | -      | -        | -      | -          | Blondie                                                   |
| 1976 | "In the Flesh"                                | -    | -          | 2         | -      | -        | -      | -          | Blondie                                                   |
| 1976 | "Rip Her to Shreds"                           | -    | -          | 81        | -      | -        | -      | -          | Blondie                                                   |
| 1977 | "Denis"                                       | -    | -          | 12        | -      | 9        | -      | 2          | Plastic Letters                                           |
| 1977 | "(I'm Always Touched by Your) Presence, Dear" | -    | -          | -         | -      | -        | -      | 10         | Plastic Letters                                           |
| 1978 | "Picture This"                                | -    | -          | 88        | -      | -        | -      | 12         | Parallel Lines                                            |
| 1978 | "I'm Gonna Love You Too"                      | -    | -          | -         | -      | -        | -      | -          | Parallel Lines                                            |
| 1978 | "Hanging on the Telephone"                    | -    | -          | 39        | -      | -        | -      | 5          | Parallel Lines                                            |
| 1979 | "Heart of Glass" Ouro (EUA)                   | 1    | 58         | 1         | 1      | 1        | 33     | 1          | Parallel Lines                                            |
| 1979 | "Sunday Girl" ¤                               | -    | -          | 1         | -      | 6        | -      | 1          | Parallel Lines                                            |
| 1979 | "One Way or Another"                          | 24   | -          | -         | 15     | -        | -      | -          | Parallel Lines                                            |
| 1979 | "Dreaming"                                    | 27   | -          | 53        | 4      | 26       | -      | 2          | Eat to the Beat                                           |
| 1979 | "Union City Blue"                             | -    | -          | -         | -      | 54       | -      | 13         | Eat to the Beat                                           |
| 1980 | "The Hardest Part"                            | 84   | -          | -         | 86     | -        | -      | -          | Eat to the Beat                                           |
| 1980 | "Call Me" Ouro (EUA)                          | 1    | -          | 2         | 1      | 14       | 26     | 1          | Trilha sonora do filme American Gigolo (Gigolô Americano) |
| 1980 | "Atomic"                                      | 39   | 1          | 12        | 57     | 20       | -      | 1          | Eat to the Beat                                           |
| 1980 | "The Tide Is High" Ouro (EUA)                 | 1    | 1          | 4         | 1      | 15       | 39     | 1          | Autoamerican                                              |
| 1981 | "Rapture" Ouro (EUA)                          | 1    | 1          | 5         | 3      | 40       | 4      | 5          | Autoamerican                                              |
| 1982 | "Island of Lost Souls"                        | 37   | -          | 13        | -      | 66       | -      | 11         | The Hunter                                                |
| 1982 | "War Child"                                   | -    | -          | 96        | -      | -        | -      | 39         | The Hunter                                                |
| 1988 | "Denis" (remix)                               | -    | -          | -         | -      | -        | -      | 50         | Once More Into The Bleach                                 |
| 1989 | "Call Me" (remix)                             | -    | -          | -         | -      | -        | -      | 61         | Once More Into The Bleach                                 |
| 1994 | "Atomic" (remix)                              | -    | 1          | -         | -      | -        | -      | 19         | Beautiful - The Remix Album                               |
| 1995 | "Heart of Glass" (remix)                      | -    | 7          | -         | -      | -        | -      | 15         | Beautiful - The Remix Album                               |
| 1995 | "Rapture" (remix)                             | -    | 8          | -         | -      | -        | -      | -          | Beautiful - The Remix Album                               |
| 1995 | "Union City Blue" (remix)                     | -    | 30         | -         | -      | -        | -      | 31         | Beautiful - The Remix Album                               |
| 1999 | "Maria"                                       | 82   | 9          | 59        | 46     | 3        | 6      | 1          | No Exit                                                   |
| 1999 | "Nothing Is Real but the Girl"                | -    | -          | -         | -      | 89       | -      | 26         | No Exit                                                   |
| 1999 | "No Exit"                                     | -    | -          | -         | -      | -        | -      | -          | No Exit                                                   |
| 2003 | "Good Boys"                                   | 124  | 7          | 37        | -      | 93       | -      | 12         | The Curse of Blondie                                      |
| 2006 | "Rapture Riders"                              | -    | 10         | 32        | -      | -        | -      | -          | Greatest Hits: Sound & Vision                             |
| 2011 | Mother                                        |      |            |           |        |          |        |            | Panic of Girls                                            |
| 2011 | What I Heard                                  |      |            |           |        |          |        |            | Panic of Girls                                            |
| 2013 | A Rose by Any Name                            |      |            |           |        |          |        |            | Ghosts of Download                                        |
| 2013 | Sugar on the Side                             |      |            |           |        |          |        |            | Ghosts of Download                                        |
| 2014 | I Want to Drag You Around                     |      |            |           |        |          |        |            | Ghosts of Download                                        |
| 2017 | Fun                                           |      | 1          |           |        |          |        |            | Pollinator                                                |
| 2017 | Long Time                                     |      | 5          |           |        |          |        |            | Pollinator                                                |